# Alex Antetokounmpo
Alexandros Emeka Antetokounmpo, nato Adétòkunbọ̀, detto Alex (in greco Αλέξανδρος "Άλεξ" Εμέκα Αντετοκούνμπο?, IPA: [aˈleksanðros ˈaleks adetoˈkumbo]; Atene, 27 agosto 2001), è un cestista greco con cittadinanza nigeriana.

## Biografia
È il fratello minore dei cestisti Giannīs (MVP delle stagioni NBA 2018-19 e 2019-20 e campione NBA nella stagione 2020-21), Thanasīs Antetokounmpo (campione NBA nella stagione 2020-21) e Kōstas Antetokounmpo (campione NBA nella stagione 2019-20).